# 15107 Toepperwein
15107 Toepperwein è un asteroide della fascia principale. Scoperto nel 2000, presenta un'orbita caratterizzata da un semiasse maggiore pari a 2,2721046 UA e da un'eccentricità di 0,1762552, inclinata di 4,59131° rispetto all'eclittica.